# West Point Light
De West Point Light is een vuurtoren in Seattle, nabij Elliott Bay. Ze is ook bekend onder de naam Discovery Park Lighthouse.
De vuurtoren werd in 1977 toegevoegd aan het National Register of Historic Places. In 1985 werd het geautomatiseerd.